# Индийский ёж
Инди́йский ёж (лат. Paraechinus micropus) — один из видов пустынных ежей. Населяет пустынные или полупустынные равнины Северо-Западной Индии и Пакистана. Лишь в 2 % встречи с данным видом имели место в горной местности возле водного источника. Предпочитает песчаные и супесчаные грунты в местах произрастания деревьев и кустарников. Длина тела взрослых особей 12,5-17,7 см при массе 300—400 г. Иглы светло-коричневые, ноги имеют тёмный окрас. На мордочке имеется тёмная маска, лоб окрашен в серовато-белые тона с хорошо видной широкой белой полосой. Вид редок и малоизучен. Предпочитает держаться вблизи кустарников и растений следующих видов: Heliotropium strigosum, Lasiurus scindicus; Dichoma tomentosa, Cenchrus setigerus, Cencrus ciliaris, Saccharum griffithii, Panicum turgidum, Launnea nudicaulis и Saccharum spontaneum.